# Дудикевич Валерій Богданович
Валерій Богданович Дудикевич (нар. 23 листопада 1941, Білоскелювате, Луганська область) — український науковець у сфері захисту інформації. Доктор технічних наук (1991), професор (1992), завідувач кафедри захисту інформації Інституту комп'ютерних технологій, автоматики та метрології Національного університету «Львівська політехніка». Заслужений винахідник України. Почесний професор Львівської політехніки.

## Життєпис
Українець за національністю. 1958 закінчення закінчив середню школу, 1963 — з відзнакою факультет автоматики та напівпровідникової електроніки, де залишився на посаді асистента кафедри автоматики та телемеханіки. Упродовж 1966—1969 років навчався в аспірантурі, став асистентом. З 1971 року — кандидат технічних наук, наступного року затверджений у вченому званні доцента на кафедрі «Автоматика та телемеханіка». З 1972 до 1976 рр. — заступник декана факультету автоматики.
1991 року захистив докторську дисертацію, став доктором технічних наук. Із 1992 — професор, декан факультету. Наступного року очолив кафедру автоматики та телемеханіки.

## Наукова діяльність
Тематика наукових робіт — розроблення й дослідження методів перетворення та кодування частотних і часових сигналів засобами імпульсного моделювання тощо. Автор понад 260 наукових праць.
Серед праць:
- Умножитель низких частот к цифровому частотомеру (Львів, 1969)
- Быстродействующие широкодиапазонные цифровые частотомеры низких и инфракрасных частот (Севастополь, 1972, співавтор Микола Кіріанакі)
- Методы и устройства цифрового измерения низких и инфракрасных частот (Львів, 1975, співавтор Микола Кіріанакі)
- Синтез функціональних число-імпульсних перетворювачів кодів (Львів, 1991).